# فرانک شراینر
فرانک شراینر (انگلیسی: Frank Schreiner; ۲۴ مارس ۱۸۹۷ – ۶ ژوئیهٔ ۱۹۳۷) بازیکن واترپلو اهل ایالات متحده آمریکا بود.